# Pagoda Songyue
La Pagoda Songyue (xinès tradicional: 嵩嶽寺塔, xinès simplificat: 嵩岳寺塔, pinyin: sōngyuè sìtǎ) és un monument construït en el 520 al monestir Songyue del Mont Song, a la província de Henan, República Popular de la Xina. Erigida en el 520, durant la dinastia Wei del Nord, aquesta pagoda és una de les escasses del segle VI intactes a la Xina i és també la primera pagoda de maons coneguda en aquest país, atès que la majoria d'estructures d'aquest període, incloent les pagodes, es construïen amb fusta i no han arribat fins als nostres dies.
La difusió del budisme va influenciar radicalment a l'arquitectura de la Xina i el seu impuls va ser tan fort que ja al segle VI la cultura xinesa s'estava adaptant i modificant les seves tradicions per incloure l'adoració a Buda. Els xinesos van transformar els monticles arrodonits de terra dels estupes del sud d'Àsia en les altíssimes pagodes destinades a allotjar les relíquies sagrades enterrades de Siddharta Gautama en el seu interior.
S'ha anat modificant la seva forma amb el pas del temps des dels seus orígens budistes hindús fins a la forma que va adoptar a la Xina. La inusual forma de múltiples cares de la pagoda de Songyue suggereix que representa un intent primerenc de combinar l'arquitectura xinesa de línies rectes amb l'estil circular del subcontinent indi. El perímetre de la pagoda disminueix segons s'ascendeix, la qual cosa es pot observar igualment en els pilars dels temples en coves de l'Índia i l'Àsia central i les posteriors pagodes circulars de la Xina.
La pagoda de Songyue forma part del Patrimoni de la Humanitat conegut com a Monuments històrics de Dengfeng a la "Ciutat del cel i de la terra", inscrit com a tal des de juliol de 2010.

## Estil
Aquest edifici té dotze costats el que li dona una forma única entre les pagodes. Mesura 40 m. d'alt i es va construir amb maons de tonalitat groguenca units amb morter d'argila.
La pagoda té un pedestal o base baix i pla fet de maó i un primer pis molt alt característic de pagodes amb múltiples ràfecs, amb balconades que divideixen el primer pis en dues parts (superior i inferior) i portes dirigides cap als quatre punts cardinals unint les dues. Les ornamentadas portes d'arc i els absis o fornícules decoratives estan intrincadament esculpides en forma de teteras o lleons. Les bases dels pilars de la porta estan tallades com a flors de lotus i els capitells dels pilars tenen, a més de flors, perles tallades. Sobre el primer pis s'assenten quinze pisos de sostres poc separats alineats amb els ràfecs i les petites finestres de gelosia. La pagoda presenta ràfecs profusament decorats amb mènsules de fusta d'estil dougong en cada pis. Dins de la pagoda la paret és cilíndrica amb vuit nivells de suports sortints de pedra pel que probablement fos un entarimat de fusta.
Sota la pagoda es troben una sèrie de cambres subterrànies d'enterrament per preservar objectes culturals al costat dels morts. La càmera més íntima contenia relíquies budistes, transcripcions d'escrits religiosos i estàtues de Buda.